# Eredivisie (femenina)
La Eredivisie Vrouwen es la máxima competición del fútbol femenino en los Países Bajos. Fue establecida el 20 de marzo de 2007 y se jugaron cinco temporadas. La temporada 2011-12 fue la última temporada de la Eredivisie femenina, cuando fue reemplazada por la Liga BeNe, una liga femenina conjunta de equipos neerlandeses y belgas. En 2015 fue restablecida al disolverse la Liga BeNe.

## Historia
En 2007, la Federación Neerlandesa de Fútbol (KNVB) sienta las bases para la creación de la Primera División Femenina. En un principio se decide que la liga sea integrada por 6 equipos (Willem II, Heerenveen, AZ, ADO Den Haag, Twente y FC Utrecht). Para sumarse una temporada más tarde el Roda JC alcanzando así los 7 equipos que disputaron la temporada 2008/09. No obstante, debido a problemas económicos a partir de la temporada 2009/10, el Roda JC ya no participará en la liga.
La Eredivisie se inauguró el miércoles 29 de agosto de 2007 en el Arke Stadion Enschede con una presentación de los 6 equipos participantes seguido del partido entre el Twente y el Heerenveen. El partido terminó con la victoria del equipo visitante por un resultado de 2-3 y el primer gol fue anotado por Marieke van Ottele, jugadora del Twente. En 2012, fue reemplazada por la Liga BeNe, una liga con equipos neerlandeses y belgas, y que tuvo su primera edición en la temporada 2012-13. Al disolverse la Liga BeNe, se reinició la temporada 2015-2016

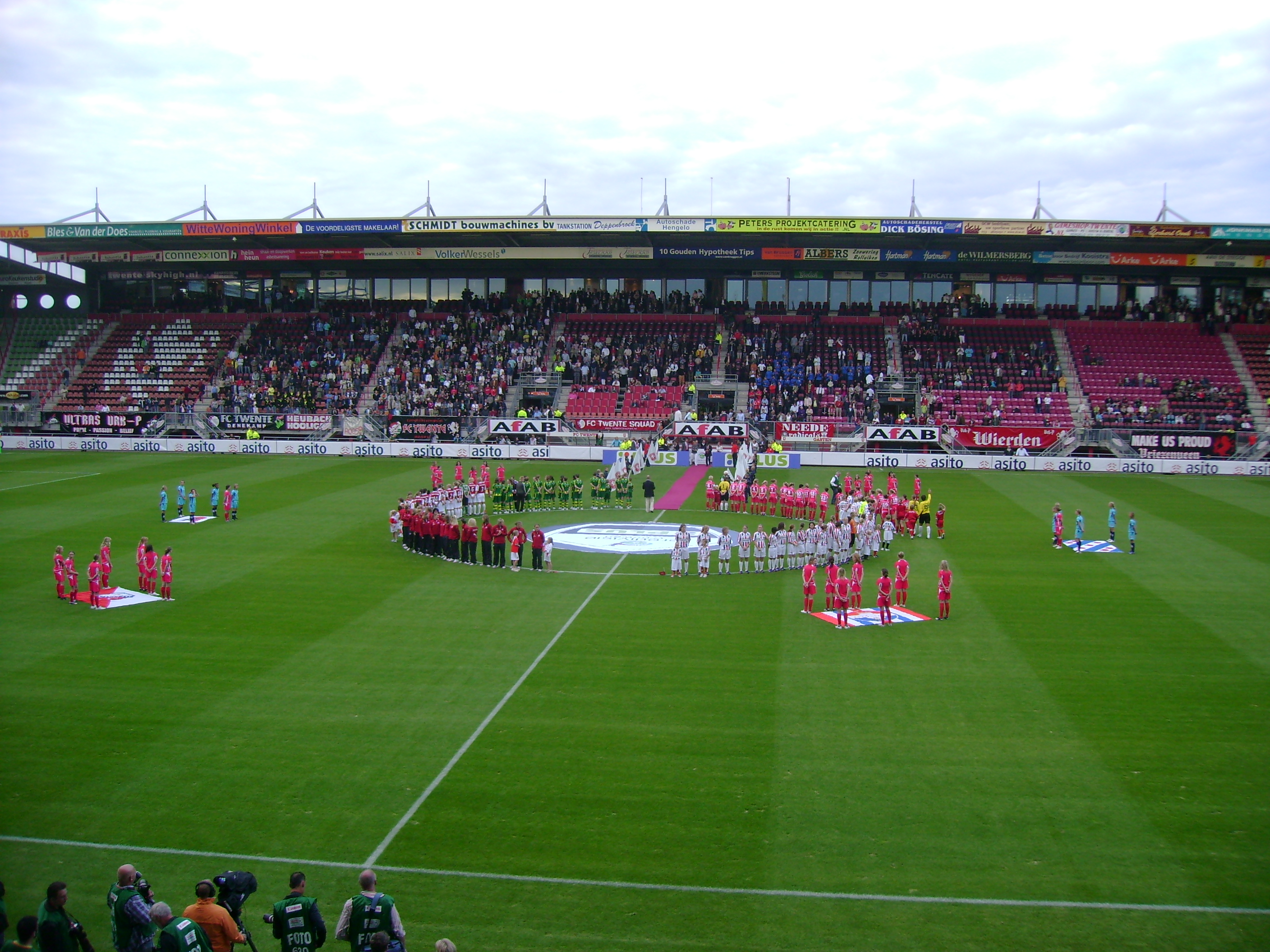
Ceremonia de inauguración - Arke Stadion - Enschede (Países Bajos)
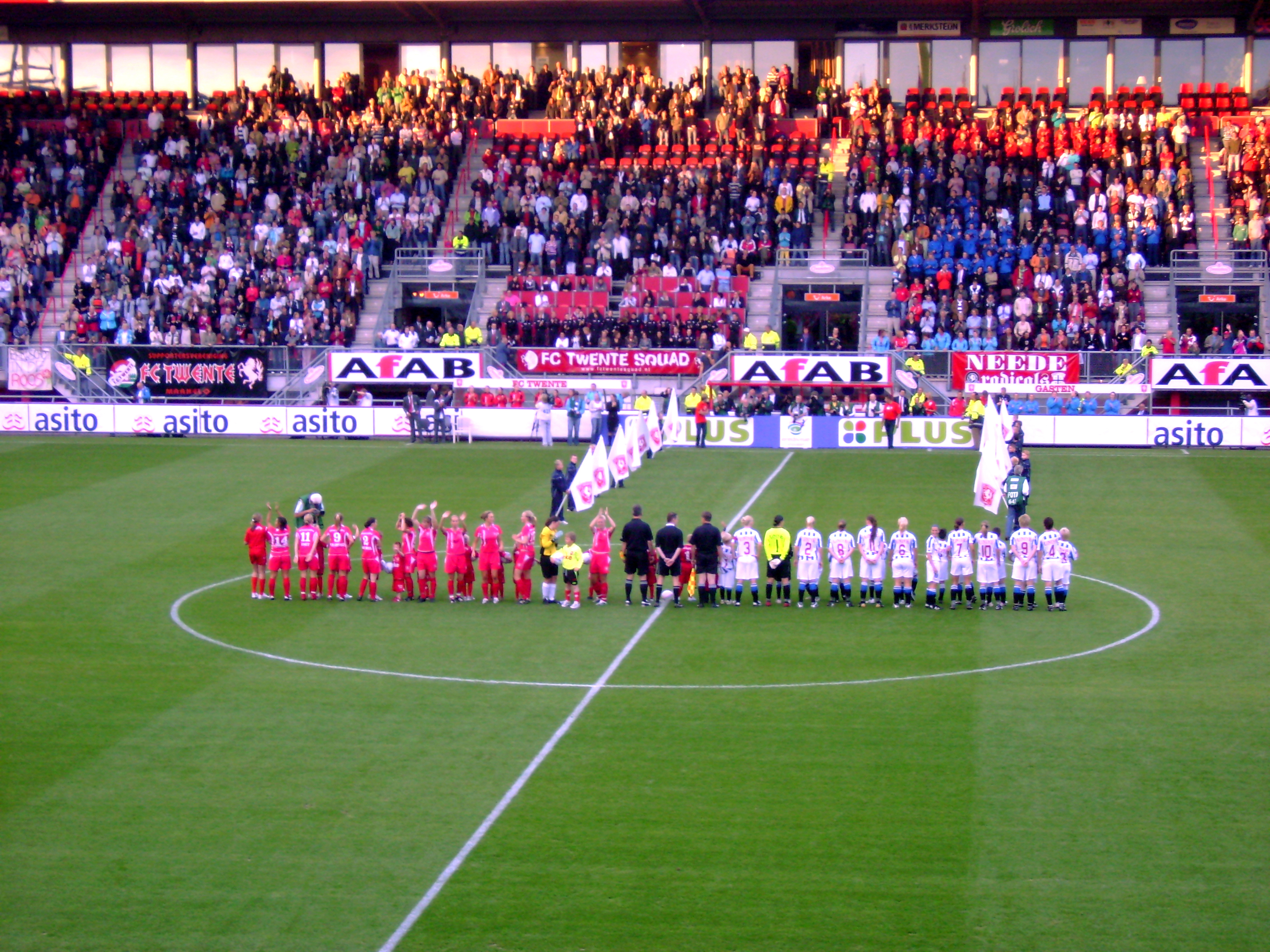
Partido de inauguración entre el Twente y el Heerenveen

## Formato
Al contrario que la Eredivisie masculina, en la primera división femenina no hubo ascensos y descensos. En la última temporada, los 7 equipos se enfrentaron 3 veces por temporada contra todos los rivales, lo que da lugar a una temporada de 18 jornadas. El campeón de la liga tuvo la oportunidad de disputar la UEFA Women's Champions League. En la primera temporada de la liga, este lugar fue ocupado por el AZ Alkmaar. El jueves fue el día elegido para que se disputaran los partidos de la Eredivisie.

## Radiodifusión y patrocinio
El patrocinador oficial de la Eredivisie fue la cadena de supermercados PLUS y los derechos televisivos pertenecían a RTL Nederland, que emitió también resúmenes los fines de semana en RTL 8.

## Estadísticas
| Temporada | Campeón      | Subcampeón    |
| --------- | ------------ | ------------- |
| 2007-08   | AZ Alkmaar   | Willem II     |
| 2008-09   | AZ Alkmaar   | ADO Den Haag  |
| 2009-10   | AZ Alkmaar   | ADO Den Haag  |
| 2010-11   | FC Twente    | ADO Den Haag  |
| 2011-12   | ADO Den Haag | FC Twente     |
| 2015-16   | FC Twente    | AFC Ajax      |
| 2016-17   | AFC Ajax     | FC Twente     |
| 2017-18   | AFC Ajax     | FC Twente     |
| 2018-19   | FC Twente    | AFC Ajax      |
| 2020-21   | FC Twente    | PSV Eindhoven |

### Palmarés

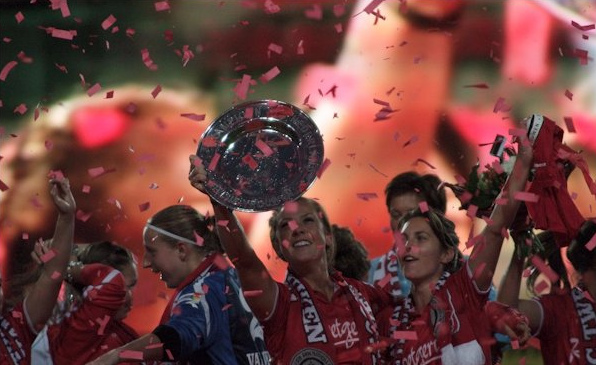
FC Twente es el club con más campeonatos ganados.

| Club          | Campeón | Subcampeón | Temporadas campeón                 |
| ------------- | ------- | ---------- | ---------------------------------- |
| FC Twente     | 4       | 3          | 2010-11, 2015-16, 2018-19, 2020-21 |
| AZ Alkmaar    | 3       | 1          | 2007-08, 2008-09, 2009-10          |
| AFC Ajax      | 3       | 2          | 2016-17, 2017-18, 2022-23          |
| ADO Den Haag  | 1       | 3          | 2011-12                            |
| Willem II     | 0       | 1          |                                    |
| PSV Eindhoven | 0       | 1          |                                    |

### Goleadoras

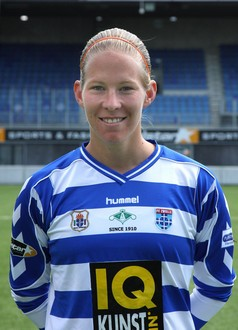
Sylvia Smit, goleadora del torneo en 2 oportunidades.

| Temporada | Jugadora                      | Goles | Club                  |
| --------- | ----------------------------- | ----- | --------------------- |
| 2007–08   | Karin Stevens                 | 20    | Willem II             |
| 2008–09   | Sylvia Smit                   | 14    | Heerenveen            |
| 2009–10   | Sylvia Smit Chantal de Ridder | 11    | Heerenveen AZ Alkmaar |
| 2010–11   | Chantal de Ridder             | 19    | AZ Alkmaar            |
| 2011–12   | Priscilla de Vos              | 16    | SC Telstar Velsen     |
| 2015–16   | Jill Roord                    | 20    | FC Twente             |
| 2016–17   | Katja Snoeijs                 | 21    | SC Telstar Velsen     |
| 2017–18   | Katja Snoeijs                 | 25    | VV Alkmaar            |
| 2018-19   | Joëlle Smits                  | 25    | FC Twente             |
| 2020-21   | Joëlle Smits                  | 23    | PSV Eindhoven         |

## Temporadas

### Eredivisie 2007-08
| Pos | Equipo       | PJ | PG | PE | PP | GF | GC | DG  | Pts |
| --- | ------------ | -- | -- | -- | -- | -- | -- | --- | --- |
| 1   | AZ           | 20 | 11 | 4  | 5  | 29 | 16 | +13 | 37  |
| 2   | Willem II    | 20 | 10 | 4  | 6  | 41 | 21 | +20 | 34  |
| 3   | FC Utrecht   | 20 | 10 | 2  | 8  | 35 | 29 | +6  | 32  |
| 4   | ADO Den Haag | 20 | 7  | 8  | 5  | 25 | 27 | -2  | 29  |
| 5   | Twente       | 20 | 7  | 3  | 10 | 27 | 36 | -9  | 24  |
| 6   | Heerenveen   | 20 | 2  | 5  | 13 | 12 | 40 | -28 | 11  |

### Eredivisie 2008-09
| Pos | Equipo       | PJ | PG | PE | PP | GF | GC | DG  | Pts |
| --- | ------------ | -- | -- | -- | -- | -- | -- | --- | --- |
| 1   | AZ           | 24 | 15 | 4  | 5  | 45 | 16 | +29 | 49  |
| 2   | ADO Den Haag | 24 | 14 | 4  | 6  | 42 | 24 | +18 | 46  |
| 3   | Willem II    | 24 | 14 | 4  | 6  | 44 | 34 | +10 | 46  |
| 4   | FC Utrecht   | 24 | 11 | 4  | 9  | 34 | 31 | +3  | 37  |
| 5   | Twente       | 24 | 10 | 3  | 11 | 28 | 30 | -2  | 33  |
| 6   | Heerenveen   | 24 | 6  | 3  | 15 | 28 | 43 | -15 | 21  |
| 7   | Roda JC      | 24 | 1  | 4  | 19 | 22 | 65 | -43 | 41  |

1 Se le descontaron 3 puntos.

### Eredivisie 2009-10
| Pos | Equipo       | PJ | PG | PE | PP | GF | GC | DG  | Pts |
| --- | ------------ | -- | -- | -- | -- | -- | -- | --- | --- |
| 1   | AZ           | 20 | 12 | 5  | 3  | 32 | 11 | +21 | 41  |
| 2   | ADO Den Haag | 20 | 10 | 4  | 5  | 24 | 16 | +8  | 37  |
| 3   | Willem II    | 20 | 8  | 2  | 10 | 26 | 33 | -7  | 26  |
| 4   | Twente       | 20 | 5  | 10 | 5  | 29 | 32 | -3  | 25  |
| 5   | FC Utrecht   | 20 | 5  | 3  | 12 | 17 | 25 | -8  | 18  |
| 6   | Heerenveen   | 20 | 4  | 6  | 10 | 19 | 30 | -11 | 18  |

### Eredivisie 2010-11
| Pos | Equipo       | PJ | PG | PE | PP | GF | GC | DG  | Pts |
| --- | ------------ | -- | -- | -- | -- | -- | -- | --- | --- |
| 1   | Twente       | 21 | 13 | 5  | 3  | 39 | 20 | +19 | 44  |
| 2   | ADO Den Haag | 21 | 13 | 4  | 4  | 53 | 24 | +29 | 43  |
| 3   | AZ           | 21 | 12 | 4  | 5  | 43 | 25 | +18 | 40  |
| 4   | Heerenveen   | 21 | 9  | 7  | 5  | 33 | 30 | +3  | 34  |
| 5   | FC Utrecht   | 21 | 7  | 9  | 5  | 30 | 29 | +1  | 30  |
| 6   | VVV-Venlo    | 21 | 3  | 8  | 10 | 27 | 44 | -17 | 17  |
| 7   | Willem II    | 21 | 3  | 3  | 15 | 22 | 40 | -18 | 12  |
| 8   | FC Zwolle    | 21 | 2  | 4  | 15 | 21 | 56 | -35 | 10  |

### Eredivisie 2011-12
| Pos | Equipo       | PJ | PG | PE | PP | GF | GC | DG  | Pts |
| --- | ------------ | -- | -- | -- | -- | -- | -- | --- | --- |
| 1   | ADO Den Haag | 18 | 15 | 2  | 1  | 60 | 18 | +42 | 47  |
| 2   | Twente       | 18 | 10 | 3  | 5  | 31 | 22 | +9  | 33  |
| 3   | Telstar      | 18 | 8  | 3  | 7  | 39 | 42 | -3  | 27  |
| 4   | FC Utrecht   | 18 | 6  | 3  | 9  | 25 | 30 | -5  | 21  |
| 5   | VVV-Venlo    | 18 | 6  | 2  | 10 | 34 | 47 | -13 | 20  |
| 6   | FC Zwolle    | 18 | 4  | 4  | 10 | 31 | 48 | -17 | 16  |
| 7   | Heerenveen   | 18 | 4  | 3  | 11 | 25 | 38 | -13 | 15  |